# Sakae, Nagano
Sakae (栄村 Sakae-mura) là một làng thuộc huyện Shimominochi, tỉnh Nagano, Nhật Bản. Tính đến ngày 1 tháng 10 năm 2020, dân số ước tính của làng là 1.660 người và mật độ dân sô là 6,1 người/km2. Tổng diện tích của làng là 271,7 km2.

## Địa lý

### Đô thị lân cận
- Nagano
  - Iiyama
  - Yamanouchi
  - Nozawaonsen
  - Kijimadaira
- Gunma
  - Nakanojō
- Niigata
  - Tōkamachi
  - Jōetsu
  - Tsunan
  - Yuzawa